# Siderophage

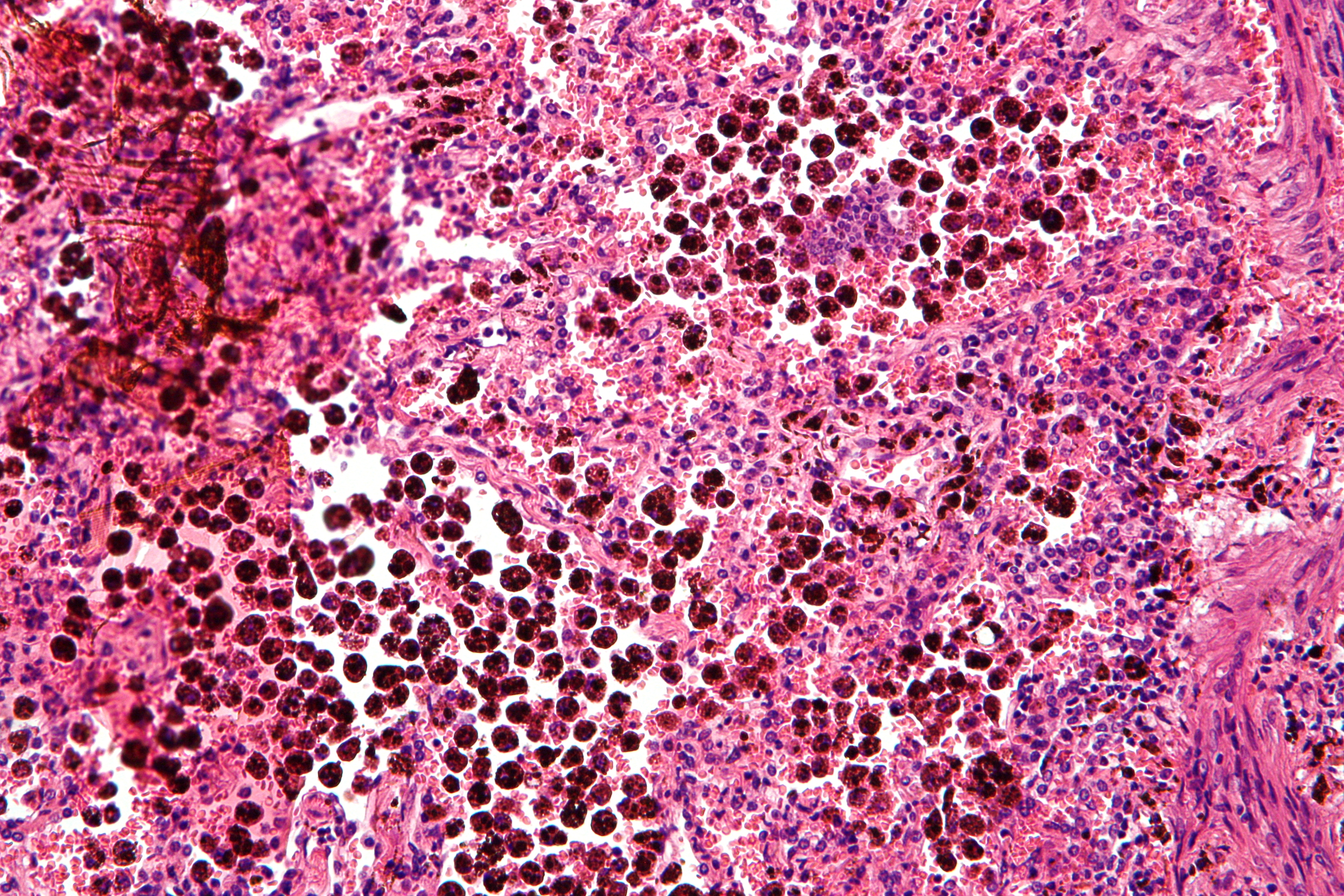
Siderophagenansammlungen nach Lungenblutung. Histologie. HE-Färbung.

Als Siderophagen werden Makrophagen bezeichnet, die Hämosiderin, ein Abbauprodukt des Blutfarbstoffes Hämoglobin, phagozytiert haben. Dem histologischen oder zytologischen Nachweis von Siderophagen kommt in der Pathologie diagnostische Bedeutung als Hinweis auf ältere Einblutungen zu. Nach einer Subarachnoidalblutung können sie beispielsweise im Liquor cerebrospinalis nachgewiesen werden. In den Lungenalveolen finden sich Siderophagen als sogenannte „Herzfehlerzellen“ bei chronischer Lungenstauung, z. B. im Rahmen einer chronischen Linksherzinsuffizienz.
Mit Berliner Blau können sie selektiv angefärbt werden.